# Districtul Oum El Adhaim
Oum El Adhaim este un district din provincia Souk Ahras, Algeria.